# 利涅罗勒 (科多尔省)
利涅罗勒（法語：Lignerolles，法語發音：[liɲʁɔl] ⓘ）是法国科多尔省的一个市镇，位于该省北部，属于蒙巴尔区。

## 地理
利涅罗勒（47°54'6"N, 4°53'18"E）面积13.54 平方千米，位于法国勃艮第-弗朗什-孔泰大區科多尔省，该省份为法国中东部省份，北起奥布省，西接涅夫勒省和约讷省，南至索恩-卢瓦尔省，东南接汝拉省，东临上索恩省，东北部与上马恩省接壤。
与利涅罗勒接壤的市镇（或旧市镇、城区）包括：当瑟瓦尔、拉绍姆、莱古勒、奥布河畔奥布皮埃尔。

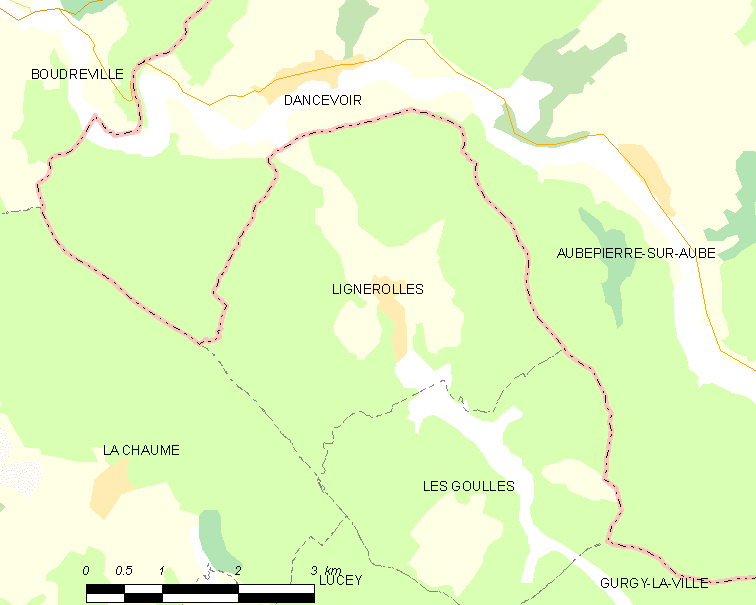
的OSM定位图

利涅罗勒的时区为UTC+01:00、UTC+02:00（夏令时）。

## 行政
利涅罗勒的邮政编码为21520，INSEE市镇编码为21350。

## 政治
利涅罗勒所属的省级选区为塞纳河畔沙蒂永县。

## 人口

1962-2008年间人口变化图示

利涅罗勒于2022年1月1日时的人口数量为57人。